# John Magaro
John Robert Magaro (16 de febrero de 1983) es un actor estadounidense. Ha actuado en las películas Not Fade Away (2012), The Big Short (2015), Carol (2015), First Cow (2017), Showing Up (2022) y Past Lives (2023). También ha actuado en las series de Netflix Orange Is the New Black (2015-2019) y The Umbrella Academy (2019), así como en la serie de Amazon Crisis in Six Scenes (2016).

## Biografía
John Magaro nació el 16 de febrero de 1983 en Akron, Ohio, hijo de Wendy y James Magaro, y creció en el suburbio cercano de Munroe Falls. Su padre es de ascendencia italiana y su madre es judía; fue criado en la religión de su madre. Sus padres eran profesores. Mientras asistía a la escuela en el distrito escolar de Stow-Munroe Falls City, John comenzó a actuar en teatro local, incluyendo espectáculos en el Cleveland Play House y el Kent State Porthouse Theatre en Blossom Music Center, así como en el Weathervane Playhouse en Akron, Ohio. Durante su juventud, John Magaro también apareció en comerciales de televisión y tuvo un papel en un episodio de Rescue 911. Además, John fue miembro del equipo de natación de Stow-Munroe Falls.

## Carrera
Después de graduarse de Stow-Munroe Falls High School en 2001, John continuó sus estudios de teatro en Point Park University en Pittsburgh. John Magaro vive y trabaja en Nueva York. Entre sus destacadas actuaciones se encuentran The Big Short y Carol (2015). Sus primeros trabajos cinematográficos incluyeron The Brave One, la película de HBO Taking Chance y un papel principal en la película de terror My Soul to Take. John también apareció en once episodios de Orange Is the New Black, abarcando las temporadas 3 a 7. En 2008, Magaro protagonizó el popular comercial navideño de Walmart x Coke, que se proyectó en cines de todo el país.
Magaro protagonizó la película Not Fade Away en 2012, lo que le valió el premio HFF Spotlight. En 2019, interpretó el papel principal de Cookie en la película de Kelly Reichardt, First Cow, por la cual recibió una nominación al Premio Gotham 2020 como mejor actor.

## Filmografía

### Películas
| Año  | Título                                   | Rol                             | Notas                                                                                             |
| ---- | ---------------------------------------- | ------------------------------- | ------------------------------------------------------------------------------------------------- |
| 2005 | Prisoners of War                         | Prisionero                      | Cortometraje                                                                                      |
| 2006 | Level Red                                | Putski                          | Cortometraje                                                                                      |
| 2007 | Bomb                                     | Smack                           | Cortometraje                                                                                      |
| 2007 | The Brave One                            | Ethan                           |                                                                                                   |
| 2007 | The Life Before Her Eyes                 | Michael Patrick                 |                                                                                                   |
| 2008 | Assassination of a High School President | Cipriato                        |                                                                                                   |
| 2008 | We Pedal Uphill                          | Kyle                            | Escrito y dirigido por Roland Tec.                                                                |
| 2009 | The Box                                  | Charles                         |                                                                                                   |
| 2010 | My Soul to Take                          | Alex                            |                                                                                                   |
| 2011 | Down the Shore                           | Martin                          |                                                                                                   |
| 2012 | Liberal Arts                             | Dean                            |                                                                                                   |
| 2012 | Not Fade Away                            | Douglas Damiano                 |                                                                                                   |
| 2013 | Deep Powder                              | Cota                            |                                                                                                   |
| 2014 | Unbroken                                 | Frank A. Tinker                 |                                                                                                   |
| 2015 | Don't Worry Baby                         | Robert Lang                     |                                                                                                   |
| 2015 | Carol                                    | Dannie McElroy                  |                                                                                                   |
| 2015 | The Big Short                            | Charlie Geller                  | Nominado - Premio del Sindicato de Actores a la mejor interpretación del reparto de una película. |
| 2016 | The Finest Hours                         | Ervin Maske                     |                                                                                                   |
| 2017 | War Machine                              | Cory Staggart                   |                                                                                                   |
| 2017 | Marshall                                 | Irwin Friedman                  |                                                                                                   |
| 2018 | Overlord                                 | Private First Class Lyle Tibbet |                                                                                                   |
| 2019 | First Cow                                | Otis "Cookie" Figowitz          |                                                                                                   |
| 2020 | Sylvie's Love                            | Sid Schuur                      |                                                                                                   |
| 2021 | The Birthday Cake                        | Cousin Joey                     |                                                                                                   |
| 2021 | 18½                                      | Paul                            |                                                                                                   |
| 2021 | Lansky                                   | Joven Meyer Lansky              |                                                                                                   |
| 2021 | The Many Saints of Newark                | Silvio Dante                    |                                                                                                   |
| 2022 | Call Jane                                | Detective Chilmark              |                                                                                                   |
| 2022 | Showing Up                               | Sean Carr                       |                                                                                                   |
| 2023 | Past Lives                               | Arthur                          |                                                                                                   |
| 2023 | Big George Foreman                       | Desmond                         |                                                                                                   |
| 2023 | Day of the Fight                         |                                 |                                                                                                   |
| 2024 | LaRoy                                    | Ray                             | Postproducción                                                                                    |

### Televisión
| Año       | Título                                   | Rol                              | Notas                          |
| --------- | ---------------------------------------- | -------------------------------- | ------------------------------ |
| 2006      | Conviction                               | Jiggy                            | Episodio: "Denial"             |
| 2007      | Law & Order                              | Nathan Gersh                     | Episodio: "Talking Points"     |
| 2009      | Taking Chance                            | Rich Brewer                      | Telefilme                      |
| 2010      | Law & Order: Special Victims Unit        | Andrew Hingham                   | Episodio: "Conned"             |
| 2011      | Body of Proof                            | Chuck Foster                     | Episodio: "Buried Secrets"     |
| 2012      | Person of Interest                       | Carl Elias (22 años)             | Episodio: "Flesh and Blood"    |
| 2013      | The Greatest Event in Television History | Paul                             | Episodio: "Hart to Hart"       |
| 2015      | Law & Order: Special Victims Unit        | Keith Musio                      | Episodio: "Institutional Fail" |
| 2015-2019 | Orange Is the New Black                  | Vince Muccio                     | 11 episodios                   |
| 2015-2016 | The Good Wife                            | Roland Hlavin                    | 3 episodios                    |
| 2016      | Angie Tribeca                            | Snick                            | Episodio: "The Coast Is Fear"  |
| 2016      | Crisis in Six Scenes                     | Alan Brockman                    | 5 episodios                    |
| 2018      | Jack Ryan                                | Victor Polizzi                   | Recurrente; 3 episodes         |
| 2019      | The Umbrella Academy                     | Leonard Peabody / Harold Jenkins |                                |
| 2022      | Super Pumped                             | John Zimmer                      | Episodio: "War"                |

### Videojuegos
| Año  | Título                     | Rol de voz |
| ---- | -------------------------- | ---------- |
| 2006 | Bully                      | Sheldon    |
| 2008 | Bully: Scholarship Edition | Sheldon    |